# 厳ギョンチョル
厳 ギョンチョル （オム・ギョンチョル、朝鮮語: 엄경철、1967年 6月28日 〜 ）は、大韓民国の韓国放送公社 (KBS) 所属の記者。

## 学歴
- ソウル大学校 哲学科 学士

## 経歴
- 1994年 20期 KBS 公開採用の 報道本部 記者

## 担当番組

### ニュース
- KBS 8ニュースタイム (ko:KBS 8 뉴스타임)（KBS 2TV（2004年5月3日 〜 2007年11月1日 、KBS 1TV)
- KBSニュース9 平日 (:ko:KBS 뉴스 9 평일)（2019年1月1日 〜 、KBS 1TV)

| スタブアイコン | サブスタブ | この項目は、まだ閲覧者の調べものの参照としては役立たない、文人（小説家・詩人・歌人・俳人・作詞家・作家・放送作家・随筆家（コラムニスト）・文芸評論家）に関連した書きかけの項目です。この項目を加筆・訂正などしてくださる協力者を求めています（P:文学/PJ:作家）。 |